# Чхве Икхён
Чхве Икхён (кор. 최익현?, 崔益鉉?; 14 января 1834 года, Пхочхон, Кёнгидо — 1 января 1907 года) — корейский учёный, политический деятель, участник движения за независимость Кореи. Псевдоним — Мёнам (면암).

## Биография
Чхве Икхён родился в провинции Кёнгидо в городе Пхочхон 5 числа 12 лунного месяца 1833 года. Он рос в бедной семье и был вынужден часто переезжать. Когда ему было 4 года, он переехал в город Танян провинции Чхунчхондо. В 14 лет по наставлению отца стал учеником знаменитого конфуцианского учёного Ли Ханно (псевдоним — Хвасо 화서). Учитель дал ему псевдоним Мёнам, рекомендовал к прочтению различные конфуцианские труды. Также учился учеником у Ким Гихёна.
Чхве Икхён наследовал идеи учителя Хвасо и посвятил всю свою жизнь воплощению ультраконсервативной морали вичжон-чхокса (кор. 위정척사론), «сохранять правильное, изгонять чужое», выступавшей за сохранение социального порядка, в том числе монархии, и против критики конфуцианства. Идейным лидером течения вичжон-чхокса выступил Ли Ханно.
Чхве Икхён занимался политикой с конца династии Чосон, которую сменила Корейская империя (1897 год), также был участником движения за независимость Кореи.
При жизни Ли Ханно Чхве Икхён воздерживался от открытой критики регентской политики, а в 1863 году и вовсе выступил с поддержкой политики управления и реформ регента-тэвонгуна Ли Хаына, поскольку оппонировал группировке Андонских Кимов, и только после смерти учителя смог открыто выступить против. Чхве Икхён выступал с резкой критикой Ли Хаына, обвиняя его в превышении властных полномочий, что было связано в первую очередь с политикой регента восстановить дворец Кёнбоккун, разрушенный при Имчжинской войне 1592−1598 годов. Чхве Икхён считал, что восстановление дворца это бессмысленная трата материальных и человеческих ресурсов.
В 1855 году Чхве Икхён успешно сдал государственные экзамены «кваго» на чин, и занимал разнообразные должности: старшего чиновника королевской канцелярии, советника короля, также был чиновником ведомства, занимавшегося делами королевской семьи и близких родственников вана. Находясь на этом посту, он возглавил движение по смещению регента и направил ему прошение, в котором говорилось о том, что законный правитель Коджон уже достиг совершеннолетия, и, следовательно, более не нуждается в регентстве отца. Кампания по свержению регента довольно скоро увенчалась успехом.
Вскоре Чхве Икхён выступил с критикой политики клана Мин и короля Коджона. Новая власть стала обсуждать возможность торговли с иностранцами, а Чхве Икхён категорически не желал, чтобы в страну проникали западные идеи и западный капитал.
После заключения Канхваского договора 1876 года Чхве Икхён повесил на спину топор и выступил на площади Канхвамун, где назвал 5 причин, почему стране нельзя открывать границы иностранцам. Топор демонстрировал его готовность «умереть здесь и сейчас» за свою страну. Однако двор проигнорировал его выступление, и вскоре сослал его сроком на 4 года в тюрьму на остров Хыксандо. Ссылка, однако, не остановила Чхве Икхёна.
В 1905 году по случаю подписания Кореи и Японии договора о протекторате, Чхве Икхён собрал отряд добровольцев, готовых выступить против. Вместе с Им Бёнчханом (임병찬), Имнаком (임락) и другими он поднял мятеж в провинции северная Чолла в городе Чонып. Мятеж был подавлен правительственными войсками, а Чхве Икхён был арестован и отправлен в ссылку на остров Цусима. В день своей ссылки он объявил голодовку из-за нежелания принимать пищу из рук японцев и стричься на японский манер, но вскоре отказался от идеи голодать.
Спустя 3 месяца, в 1907 году, Чхве Икхён умер от болезни в ссылке в возрасте 74 лет. В 1962 году он был награжден посмертным орденом за заслуги перед государством.